# Els Rocs
Els Rocs és una barriada o llogarret pertanyent al poble de Lavern, al municipi de Subirats. Està situat al nord de la comarca de l'Alt Penedès a uns 250 metres d'altitud, i totalment rodejat de vinyes i amb una temperatura agradable a l'hivern i força xafogosa a l'estiu.
Els Rocs està fortament lligat a la riera anomenada de Sant Sebastià. Hi ha restes romanes i possiblement d'un antic molí. De fet una de les cases de la barriada s'anomena Cal Molinet.
La Festa Major se celebra l'últim cap de setmana de juny i destaca per la qualitat dels seus balls de cercavila i la qualitat de bestiari i d'elements tradicionals originals que la conformen.
La distància fins a Barcelona és de 45 km i 10 km fins a la capital de comarca, Vilafranca del Penedès. També està a 6 km de la capital del cava que és Sant Sadurní d'Anoia.
L'església està situada a uns quilòmetres de distància en direcció oest. La capella original era romànica i fou enderrocada el 1914 per fer l'actual. A l'interior es conserva la pica baptismal romànica.
El principal motor cultural del poble és l'Ateneu Agrícola de Lavern Anomenat pels veïns "El Cafè" i "La Sala" Aquest primer fou remodelat completament el 2009 tot i que l'associació data de 1918.
L'escola de Lavern compta amb uns 100 alumnes i forma part de la ZER SUBIRATS, juntament amb les escoles de Sant Pau d'Ordal i d'Ordal. També acull la llar d'infants i el menjador escolar. Actualment s'està a l'espera d'una futura ampliació.